# Demaskatorzy
Demaskatorzy (ang. muckrakers) – grupa amerykańskich publicystów i pisarzy, którzy zwracali uwagę opinii publicznej na liczne nieprawidłowości systemu politycznego, społecznego i obyczajowego na przełomie XIX i XX wieku.
Za pierwszego demaskatora uchodzi Henry Demarest Lloyd.

## Przedstawiciele

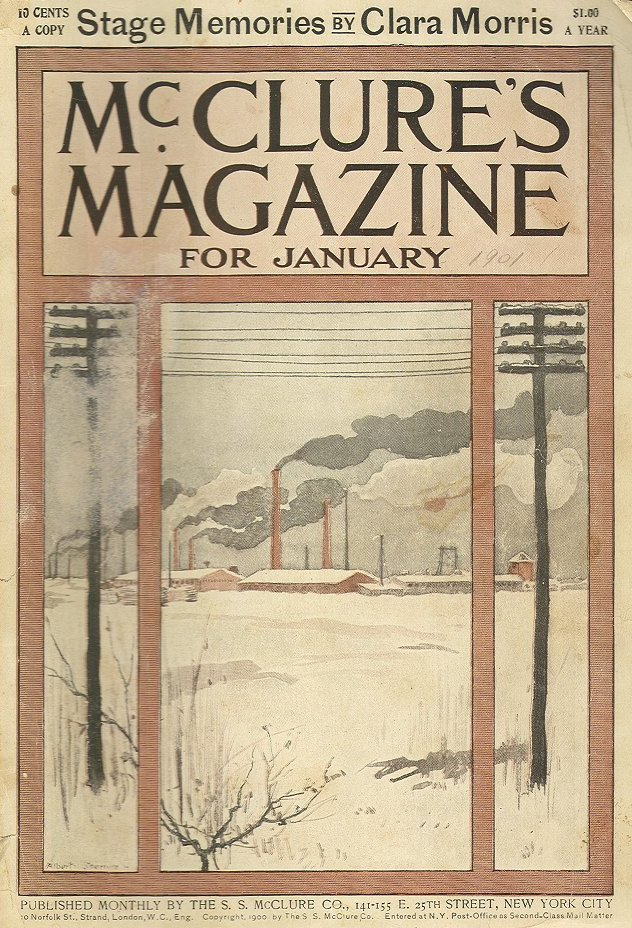
Okładka magazynu McClure's, gdzie publikowano artykuły demaskatorów

## Przedstawiciele[2]
- Jane Addams
- Jacob A. Riis
- Lincoln Steffens
- Ida Minerva Tarbell
- Burton J. Hendrick
- Charles Edward Russell
- John Spargo
- Marie Van Vorst
- Upton Sinclair
- Mark Sullivan
- Herbert Croly
- Walter Lippmann
- Frank Norris
- Christopher Conolly
- Walter Weyl